# McDonald's Videogame
 (mai 2018).
Si vous disposez d'ouvrages ou d'articles de référence ou si vous connaissez des sites web de qualité traitant du thème abordé ici, merci de compléter l'article en donnant les références utiles à sa vérifiabilité et en les liant à la section « Notes et références ».
McDonald's Videogame est un jeu en ligne créé par la société italienne Molleindustria. Il s'inscrit dans le cadre des anti-advergames, dont les jeux sont une satire de firmes et de leurs pratiques. 

## Système de jeu
McDonald's Video Game est une parodie sur les pratiques commerciales du géant de l'entreprise McDonald's, en prenant l'apparence d'un Jeu de gestion de type homme d'affaires. Le jeu offre au joueur quatre points de vue, les terres agricoles, l'abattoir, le restaurant, et le « tiwari », et à travers chacun de ces points de vue, les décisions peuvent être prises, et auront une incidence sur le sort de la société. Dans le jeu, le joueur joue le rôle d'un chef de la direction de McDonald's, en choisissant ou non, pour nourrir les vaches, des céréales génétiquement modifiées, de défricher et retourner les terres des forêts tropicales, etc. Le joueur peut aussi choisir des stratégies de publicité et de la corruption des fonctionnaires publics pour contrer les actions des adversaires du joueur. 
Certains choix dans le jeu, comme la possibilité de détruire les villages ou de corrompre des agents publics, dépeignent McDonald's sous un aspect peu flatteur.  

## Personnages
Chaque région possède un personnage principal avec qui le joueur interagit ou qui fournit des conseils lorsque les choses vont mal. Le maire de Sao José, peut être corrompu et abandonner les champs de blé de son peuple, afin que le joueur puisse faire pousser du soja ou élever du bétail. L'éleveur gère le parc d'engraissement, surveille les vaches, et avertit s'il y a des problèmes, comme une vache malade. Le gérant du restaurant indique quand il a besoin de recrutements ou de licenciements, ou lorsque l'abattage doit être diminué ou augmenté. Le vice-directeur rapporte ce que le conseil d'administration pense de l'orientation de l'entreprise.